# Ángel Cabrera Latorre
Aquest autor és citat en taxonomia animal amb el nom «Cabrera».
Ángel Cabrera y Latorre (Madrid, Espanya, 19 de febrer de 1879 - La Plata, Argentina, 7 de juliol de 1960), va ser un zoòleg i paleontòleg espanyol que va emigrar a l'Argentina i es va nacionalitzar argentí el 1925, que es va dedicar a la taxonomia dels mamífers, aportant importants avenços, principalment a Espanya, el Marroc i Argentina. El seu fill, Ángel Lulio Cabrera, també va ser un naturalista destacat.

## Infància i formació
Ángel Cabrera va estudiar en la Universitat de Madrid la carrera de Filosofia i Lletres, en la qual es va doctorar el 1900.

## Carrera professional

### Etapa espanyola
Cabrera va treballar al Museo Nacional de Ciencias Naturales de Madrid des de 1902, convidat pel seu director, Ignacio Bolívar (1850-1944). Al MNCN va treballar fins al 1925, inicialment com a naturalista adjunt fins al 1912, i recol·lector i dissector primer, i després com a naturalista adjunt de la Secció de Osteozoologia i responsable de les col·leccions de mamífers.
Durant diversos anys, l'objecte dels seus treballs va ser el territori del nord d'Àfrica, encapçalant dues expedicions científiques: una el 1919 al Rif i l'altre el 1921 al Marroc Occidental. Va participar també en d'altres com la de 1923 a la part occidental del Protectorat espanyol, la qual dirigia l'ornitòleg i almirall de la Marina Británica H. Lynes, a la que Ángel Cabrera va estar al càrrec de l'estudi de mamífers e insectes.
En esta etapa espanyola Cabrera va escriure prop de 25 llibres i més de 100 publicacions a revistes científiques de tot el món. El seu primer trebal a les Actas de la Sociedad Española de Historia Natural el va publicar als 18 anys. El 1914 va publicar la seva gran obra Fauna Ibérica - Mamíferos i entre 1919 i 1925 Genera Mammalium, un altre dels seus treballs més destacats.En el seu Manual de Mastozoología (1922) apareix per primera vegada el terme mastozoologia substituint teriologia o mammalogia. El 1932, com a fruit dels seus estudis al nord d'Àfrica, publica l'obra Los mamíferos de Marruecos. Va il·lustrar els seus propis llibres, donat que és pintor i dibuixant.
Va ser membre, entre d'altres, de la Reial Societat Espanyola d'Història Natural, on va ser bibliotecari (1904-1919) i secretari general (1919-1925), de la Zoological Society of London (1907), de la Boston Society of Natural History (1929), de la Comissió Internacional de Nomenclatura Zoològica (des de 1930), acadèmic de la Reial Acadèmia de Ciències Exactes, Físiques i Naturals de Madrid (1931), membre del Museu Americà d'Història Natural de Nova York (1943), membre d'honor de la American Society of Mammology als Estats Units (1947), membre honorari estranger de la Zoological Society of London (1947), acadèmic de l'Acadèmia Nacional de Ciències Exactes, Físiques i Naturals de Buenos Aires (1950), etc.
El 1906 el zoòleg britànic Oldfield Thomas li va dedicar l'espècie Microtus cabrerae (el Talpó de Cabrera), un rosegador endèmic de la península Ibèrica. També porten el seu nom la subespècie de Merla endèmica de l'illa de Madeira (Turdus merula cabrerae) o una subespècie de puma de la Patagònia (el puma argentí, Puma concolor cabrerae), entre d'altres.

### Etapa argentina
Després d'emigrar el 1925 i nacionalitzar-se argentí aquell mateix any, Cabrera va treballar a l'Institut del Museu de La Plata por invitació de Luis María Torres (1878-1937), com a cap del departament de paleontologia. A partir del 1930 va ser professor de la Facultad de Agronomía y Veterinaria de la Universitat de Buenos Aires. Va fer estudis sobre fauna fòssil argentina: el Megateri, cetacis, cèrvids, camèlids, jaguars i marsupials.
Cabrera va descobrir el primer dinosaure juràssic d'Amèrica del Sud a la Patagònia, iniciant així la sèrie de descobriments que han fet d'aquesta regió una de les més riques en jaciments de dinosaures. Va dirigir les tesis d'Andreína Bocchino, Enriqueta Vinacci i Dolores López Aranguren, les primeres paleontòlogues d'Amèrica del Sud
En aquesta etapa, també es va dedicar a l'estudi de les espècies de mamífers presents en l'actualitat, les quals representaven el seu camp d'investigació predilecte. Entre d'altres, es va dedicar de l'estudi del cavall crioll, de gossos i al puma. Va ser un defensor de la fauna autòctona i va cridar l'atenció sobre els perills de la introducció d'organismes al·lòctons. També va ser defensor de l'establecimiento de reserves als espaïs naturals per protegir els ecosistemes natius.
Actualment l'Acadèmia Nacional de Ciències Exactes, Físiques i Naturals i la Societat Argentina per l'Estudi dels Mamífers concedeixen premis que porten el seu nom.

## Obres
En total, sumant l'etapa espanyola i l'argentina, va escriure 27 llibres, més de 200 publicacions científiques i més de 400 artícles en publicacions nacionals e internacionals a revistes del prestigi de Proceedings of Biological Society of Washington, Journal of Mammalogy, Proceedings of Zoological Society of London, Annales and Magazine of Natural History d'Anglaterra, i a les diferents publicacions de la Societat Espanyola d'Història Natural de Madrid.
- Fauna Ibérica. Mamíferos (1914)
- Genera Mammalium (1919)
- Los mamíferos de Marruecos (1932)
- Zoología (1938)
- Mamíferos sudafricanos (1943)
- Caballos de América (1945)

### Divulgació
Va ser un gran divulgador de la zoologia, i la seva intenció era sovint arribar al públic no especialitzat. Entre les seves obres divulgatives cal destacar Catálogo de los mamíferos de América del Sur, Zoología pintoresca, Historia de Leones o Los mamíferos extinguidos, amb un llenguatge accessible al lector no especialitzat.
Demostrades les seves habilitats pel dibuix i la pintura, il·lustraba els seus propis treballs i era sol·licitat per altres col·legues com a il·lustrador.